# Seymour Lodge

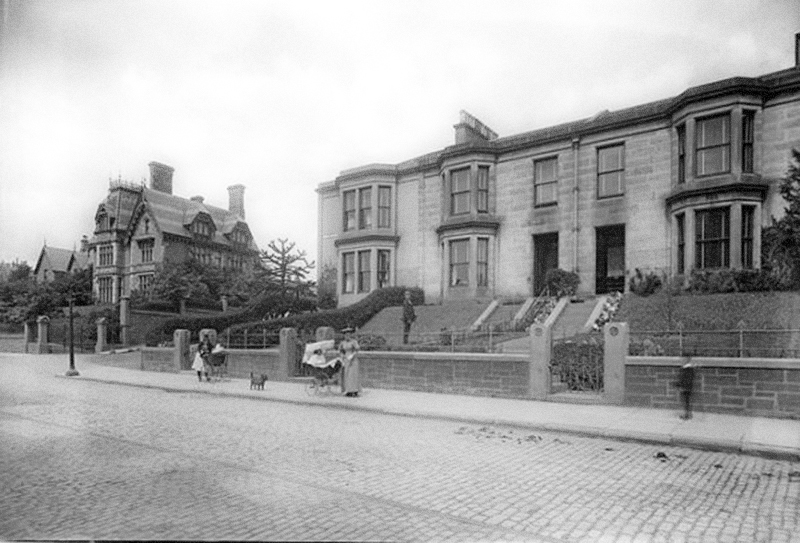
Die Seymour Lodge ist links im Bild. Das Bild entstand um 1880

Die Seymour Lodge ist eine Villa in der schottischen Stadt Dundee in der gleichnamigen Council Area. 1965 wurde das Bauwerk in die schottischen Denkmallisten in der höchsten Denkmalkategorie A aufgenommen.

## Beschreibung
Die Villa wurde um 1880 nach einem Entwurf der schottischen Architekten Charles und Leslie Ower errichtet. Sie steht an der Perth Road westlich des Stadtzentrums von Dundee. Die zweistöckige Seymour Lodge ist im Stile der viktorianischen Neogotik ausgestaltet. Sie weist einen quadratischen Grundriss auf. Ihr Mauerwerk besteht aus Steinquadern unterschiedlicher Größe, die zu einem Schichtenmauerwerk verbaut wurden.
Entlang der südexponierten Hauptfassade sind die Fenster mit steinernen Pfosten ausgeführt und zu Vierlingen beziehungsweise Drillingen gekuppelt. Der Risalit links schließt mit einem steilen Plattformdach, während der Giebel rechts mit elaboriert ornamentierten Holzelementen ausgestaltet ist. Ein ornamentierter Fries zwischen den Stockwerken gliedert die Fassade horizontal. Eine Hälfte der Westfassade ist analog der Südfassade gestaltet. Dort befindet sich die spitzbogige Eingangstüre. Zwei Walmdach-Gauben mit Drillingsfenstern ragen auf. An der Ostfassade tritt ein Balkon mit Fries heraus. Es schließt sich der einstöckige Ostflügel an, dessen Gesimse mit Vierpässen gestaltet ist. Die Dächer sind mit Schiefer eingedeckt.